# Hyporhamphus mexicanus
Hyporhamphus mexicanus är en fiskart som beskrevs av Álvarez, 1959. Hyporhamphus mexicanus ingår i släktet Hyporhamphus och familjen Hemiramphidae. Inga underarter finns listade i Catalogue of Life.